# Championnat du Maroc de football 1997-1998
Navigation
Botola
1996-1997 Botola
1998-1999
Le Championnat du Maroc de football 1997-1998 est la 82e édition du championnat du Maroc de football. Elle voit la victoire du Raja Club Athletic pour la troisième année consécutive.

## Compétition

### Classement
| Rang | Équipe                       | Pts | J  | G  | N  | P  | Bp | Bc | Diff |
| ---- | ---------------------------- | --- | -- | -- | -- | -- | -- | -- | ---- |
| 1    | Raja CA T                    | 67  | 30 | 19 | 10 | 1  | 51 | 14 | +37  |
| 2    | Kawkab de Marrakech          | 53  | 30 | 16 | 5  | 9  | 36 | 25 | +11  |
| 3    | Wydad AC V CdT               | 51  | 30 | 14 | 9  | 7  | 33 | 17 | +16  |
| 4    | Olympique Club de Khouribga  | 47  | 30 | 12 | 11 | 7  | 29 | 26 | +3   |
| 5    | FAR de Rabat                 | 43  | 30 | 11 | 10 | 9  | 27 | 24 | +3   |
| 6    | AS Crédit Agricole           | 40  | 30 | 9  | 13 | 8  | 24 | 28 | -4   |
| 7    | Maghreb de Fès P             | 39  | 30 | 9  | 12 | 9  | 26 | 24 | +2   |
| 8    | Hassania d'Agadir            | 37  | 30 | 10 | 7  | 13 | 36 | 42 | -6   |
| 9    | Chabab Mohammédia            | 36  | 30 | 9  | 9  | 12 | 32 | 40 | -8   |
| 10   | Mouloudia Club d'Oujda       | 36  | 30 | 9  | 9  | 12 | 31 | 41 | -10  |
| 11   | Wydad de Fès                 | 35  | 30 | 8  | 11 | 11 | 15 | 22 | -7   |
| 12   | Jeunesse sportive El Massira | 35  | 30 | 9  | 8  | 13 | 26 | 36 | -10  |
| 13   | CODM de Meknès               | 34  | 30 | 8  | 10 | 12 | 26 | 30 | -4   |
| 14   | Difaâ d'El Jadida            | 34  | 30 | 8  | 10 | 12 | 17 | 23 | -6   |
| 15   | Renaissance de Settat ↓      | 33  | 30 | 7  | 12 | 11 | 19 | 20 | -1   |
| 16   | IR Tanger P ↓                | 23  | 30 | 5  | 8  | 17 | 19 | 36 | -17  |

- Qualifié pour la Ligue des champions de la CAF 1999
- Qualifié pour la Coupe d'Afrique des vainqueurs de coupe 1999
- Qualifié pour la Coupe de la CAF 1999
- Relégué en Championnat du Maroc de football D2

Abréviations
T : Tenant du titre

V : Vice-champion 1996-1997

CdT : Vainqueur de la Coupe du Trône 1997-1998

P : Promus du Championnat du Maroc de football D2

## Statistiques

### Meilleures attaques
1. 51 buts marqués : Raja CA
2. 36 buts marqués : Kawkab de Marrakech
3. 36 buts marqués : Hassania d'Agadir

### Meilleures défenses
1. 13 buts encaissés : Raja CA

## Bilan de la saison
| Championnat du Maroc de football 1997-1998                        |                       |
| Champion                                                          | Raja CA (4e titre)    |
| Coupes et trophées                                                |                       |
| Vainqueur de la Coupe du Trône 1997-1998                          | Wydad AC              |
| Qualifications continentales                                      |                       |
| Ligue des champions de la CAF 1999                                | Raja CA C             |
| Coupe d'Afrique des vainqueurs de coupe 1999                      | FAR de Rabat          |
| Coupe de la CAF 1999                                              | Wydad AC V            |
| Promotions et relégations                                         |                       |
| Promus en Championnat du Maroc de football                        | FUS de Rabat          |
| Promus en Championnat du Maroc de football                        | Raja de Beni Mellal   |
| Relégués en Championnat du Maroc de football de deuxième division | IR Tanger             |
| Relégués en Championnat du Maroc de football de deuxième division | Renaissance de Settat |